# 恒阳县
恒阳县，中国古县名。
隋文帝开皇七年（587年）隋朝改石邑县置恒阳县，治所在今河北省曲阳县。隋炀帝时，改州为郡，恒阳县属博陵郡。唐朝建立，改郡为州，恒阳县属定州，元和十五年（820年），为唐穆宗李恒避讳，恒阳县改名为曲阳县。